# 2010年冬季残疾人奥林匹克运动会波兰代表团
2010年冬季残疾人奥林匹克运动会波兰代表团是波兰派出的2010年冬季残疾人奥林匹克运动会代表团。获得1枚铜牌。